# Magnetit
A magnetit az oxidásványok közé tartozó ásványfaj. A legfontosabb vasércásvány. Nevét az ókori Thesszália egyik városáról, Magnésziáról (Μαγνησία) kapta. A Magyarhoni Földtani Társulat a 2022-es év ásványának jelölte a gipsz és a kaolinit mellett, és a címet is elnyerte.

## Keletkezése
Likvidmagmás érctelep alkotó, bázikus-magmás járulékos kőzetalkotó, szkarnosodásban, hidrotermális és metamorfózis útján másodlagosan is keletkezik. Oxidáció hatására maghemitté alakul. A magas titántartalmú változatát titanomagnetit néven különböztetik meg. Nagyon sok magmás képződésű kőzetben kőzetalkotó ásványként megtalálható. A legjobb minőségű és legfontosabb vasérc.

## Előfordulása

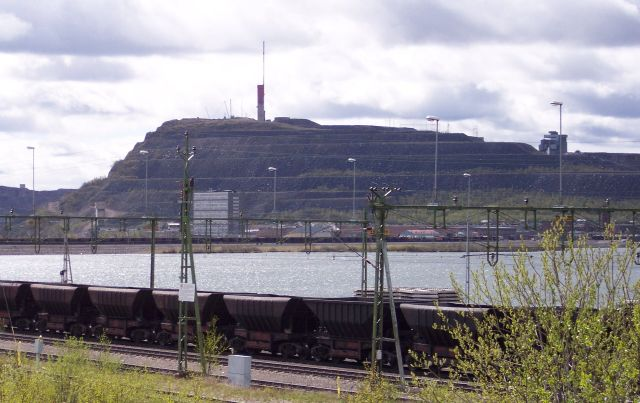
Magnetitbánya Kirunában

A legtöbb magmás kőzetben előfordul járulékos elegyrészként, ilmenittel, apatittal és szilikátokkal gyakori. Hatalmas telepszerű előfordulása található Svédországban a sarkkörön túl Kirunában, több százmillió tonna ércvagyonnal. Oroszországban, Magnyitogorszk térségében 500 km² területen 300 000 millió tonna ércvagyont jeleztek, melyet mágneses anomália útján fedeztek fel. Nagy előfordulások vannak az Egyesült Államokban Utahban, Dél-Afrikában, Bolíviában és Ausztráliában.
A legtöbb magmás kőzetben előfordul járulékos elegyrészként, ilmenittel, apatittal és szilikátokkal gyakori. Hatalmas telepszerű előfordulása található Svédországban a sarkkörön túl Kirunában, több százmillió tonna ércvagyonnal. Oroszországban, Magnyitogorszk térségében 500 km² területen 300 000 millió tonna ércvagyont jeleztek, melyet mágneses anomália útján fedeztek fel. Nagy előfordulások vannak az Egyesült Államokban Utahban, Dél-Afrikában, Bolíviában és Ausztráliában.
Magyarországon apró kristályokként Badacsonyban, Celldömölkön, Felsőcsatáron, Recsken, Rudabányán, Perkupán, a Velencei-hegységben található meg. Hazánkban bányászatra alkalmas előfordulás nincs. A Szarvaskő közelében a diabázhoz kötődően van nagyobb előfordulás, de az ott lévő kőzetekben kísérleti jellegű bányászatot elsősorban a titánvasérc miatt folytattak, Az ott lévő wehrlitben 21% vas-oxidot és 15% titán-oxidot mutattak ki.
A Duna fövenyében is megtalálható és erős mágnessel begyűjthető.
A Dunakanyar térségében lévő barlangok és hasadékok belsejében az iránytű nem megbízható, mert az iránytű 
nem a Föld mágneses pólusai felé mutat.
augit, amfiból, ilmenit. olivin, a gránátcsoport egyes ásványai.